# Starogruzijski jezik
Starogruzijski jezik (ႤႬႠჂ ႵႠႰႧႭჃႪႨ, transliterirano: enay kartuli), književni je jezik srednjovjekovne Gruzije, koji se pojavio u 5. stoljeću. Trenutno se koristi kao jezik štovanja u Gruzijske pravoslavne Crkve i obostrano je razumljiv izvonim govornicima gruzijskog jezika. Starogruzijski jezik kasnije se razvio u srednjovjekovni gruzijski jezik, koji se pak razvio u moderni gruzijski jezik u 18. stoljeću.

## Periodizacija
Unutar starogruzijskog razlikuju se dva razdoblja: rani starogruzijski (5. – 8. stoljeće) i klasični starogruzijski (9. – 11. stoljeće). U ranom starogruzijskom zastupljena su dva dijalekta: khanmet'i (ხანმეტი,5. do 7. stoljeće) i haemet'i (ჱაემეტი, 7. – 9. stoljeće), nazvani su tako prema prisutnosti prefiksa subjekta 2. lica i objekta 3. lica ikh- i h- u verbalnoj morfologiji, gdje klasični starogruzijski ima h- i s- ili ih kao takvih nema.

## Tekstovi
Korpus ranih starogruzijskih tekstova ograničene je veličine. Sastoji se od desetak natpisa i osam rukopisa koji sadrže vjerske tekstove. Literatura na klasičnom starogruzijskom ima širi opseg, uključujući filozofska i historiografska djela.

## Pismo
Starogruzijski napisan je vlastitim abecednim pismom, poznatim kao Asomtavruli - "velika slova". Abeceda je gotovo fonetska i pokazuje izvrsno "uklapanje" između fonema i grafema. Jasno je oblikovan po uzoru na grčku abecedu, prikazuje u osnovi isti abecedni redoslijed i sa slovima koja predstavljaju negrčke foneme okupljene na kraju. Osim slova za gotovo sve gruzijske foneme, abeceda sadrži i tri slova koja predstavljaju grčke foneme koji nisu pronađeni u gruzijskom (ē, ü i ō). Čini se da su većina pojedinačnih slova potpuno neovisni dizajni, a samo se nekoliko njih temelji izravno na njihovim grčkim parnjacima (usp. grčki Φ Θ Χ [pʰ tʰ kʰ], asomtavruli Ⴔ Ⴇ Ⴕ).
| Grčki           | Α | Β  | Γ | Δ | Ε | Ϝ   | Ζ  | Η  | Θ  | Ι  | Κ  | Λ   | Μ   | Ν  | (Ξ) | Ο | Π  | (Ϙ) | Ρ |
| Asomtavruli     | Ⴀ | Ⴁ  | Ⴂ | Ⴃ | Ⴄ | Ⴅ   | Ⴆ  | Ⴡ  | Ⴇ  | Ⴈ  | Ⴉ  | Ⴊ   | Ⴋ   | Ⴌ  | Ⴢ   | Ⴍ | Ⴎ  | Ⴏ   | Ⴐ |
| Transliteracija | a | b  | g | d | e | v   | z  | ē  | t  | i  | k’ | l   | m   | n  | y   | o | p’ | zh  | r |
|                 |   |    |   |   |   |     |    |    |    |    |    |     |     |    |     |   |    |     |   |
| Grčki           | Σ | Τ  | Υ | Φ | Χ | (Ψ) | –  | –  | –  | –  | –  | –   | –   | –  | –   | – | –  | Ω   |   |
| Asomtavruli     | Ⴑ | Ⴒ  | Ⴣ | Ⴔ | Ⴕ | Ⴖ   | Ⴗ  | Ⴘ  | Ⴙ  | Ⴚ  | Ⴛ  | Ⴜ   | Ⴝ   | Ⴞ  | Ⴤ   | Ⴟ | Ⴠ  | Ⴥ   |   |
| Transliteracija | s | t’ | ü | p | k | gh  | q’ | sh | ch | ts | dz | ts’ | ch’ | kh | q   | j | h  | ō   |   |

## Pravopis
Starogruzijski pravopis je prilično dosljedan, u smislu da se ista riječ obično piše na isti način u svim slučajevima. Pravopis je gotovo fonetski, pri čemu su gotovo svi fonemi predstavljeni samo jednim slovom. Izuzeci su opisani u nastavku.

### Samoglasniku
Najuočljivija iznimka od pravila da se svaki fonem piše "onako kako ga čuješ" je samoglasnik u, koji je dosljedno napisan s digrafom ოჳ <OÜ>, na primjer პოჳრი <p'oüri> p'uri „kruh”. Ta je upotreba očito usvojena iz grčkog pravopisa, koji piše u kao ου. U kasnijoj Nuskhuri pismu, izvorni se digraf ⴍⴣ〈oü〉spojio u jedno slovo ⴓ〈u〉 (moderno Mkhedruli pismo უ ). Zatim je osmišljen odgovarajući jednoslovni asomtavruli parnjak Ⴓ ; ovo slovo nije bilo dio izvorne abecede i nije se koristilo u staro-gruzijskom razdoblju.

### Poluglasw
Poluglas w piše se na dva načina, ovisno o položaju u riječi. Kad se dogodi neposredno nakon suglasnika, zapisuje se digrafom ႭჃ〈oü〉, na primjer ႹႭჃႤႬ〈choüen〉chwen "mi", ႢႭჃႰႨႲႨ〈goürit'i〉gwrit'i "grlica". Digraf ოჳ <OÜ> tako predstavlja i W i U, bez razlike u pisanju, na primjer ქოჳთი <khoüti> khuti "pet" vs. ექოჳსი <ekoüsi> ekwsi "šest".
U svim ostalim položajima w se piše slovom Ⴅ〈v〉, na primjer ႧႭႥႪႨ〈tovli〉towli "snijeg", ႥႤႪႨ〈veli〉weli "polje", ႩႠႰႠႥႨ〈k'aravi〉k'arawi "šator".
Dva pisanja w jasno predstavljaju alofonsku varijaciju poput one koja je opisana za moderni gruzijski jezik, između [w] u postkonsonantnom položaju i [ʋ] ili [β] u drugim položajima. U modernom gruzijskom pravopisu (koji je standardiziran 1879. godine) i [w] i [ʋ / β] dosljedno se pišu s ვ〈v〉, a pisanje Ⴅ〈v〉 umjesto očekivanog ჃႭ〈oü〉 nalazi se i u starogruzijskom - ႠႣႥႨႪႨ〈advili〉(advili - „lako“), ႷႥႤႪႨ〈q'veli〉(kueli - „sir“). Iznimka je ႰႥႠ〈rva〉(rua - "osam").

### Poluglasy
Početni samoglasnik i- u slučaju sufiksa realizira se kao y- nakon samoglasnika, a ovaj alofonski y ima svoje slovo u abecedi, na primjer ႣႤႣႠჂ ႨႤႱႭჃჂႱႠ〈deday iesoüysa〉deda-y iesu-ysa, fonetski/ deda-i iesu-isa / (majka-NOM Isus-GEN) "Isusova majka".

### "Grčka" slova
Abeceda Asomtavruli sadrži tri slova koja nisu potrebna za pisanje izvornih riječi: Ⴡ〈ē〉, Ⴣ〈ü〉 i Ⴥ〈ō〉. Oni su dodani abecedi kako bi se omogućila transkripcija grčkih imena i posuđenica slovom za slovo. Doista su se povremeno koristili za pisanje grčkih samoglasnika ē (ēta), ü (ypsilon) i ō (ōmega). Kako su ti samoglasnici strani gruzijskom, u stvarnom su ih izgovoru zamijenili ey, wi i ow, što se može zaključiti iz starih varijanti pravopisa i iz odgovarajućih modernih oblika. Na primjer, napisan je grčki ΑἴγυπτοςႤႢჃႮႲႤ〈egüp't'e〉egwip't'e "Egipat" (usp. Moderni gruzijski ეგვიპტე egvip't'e).
U domaćim riječima, slovo Ⴥ〈ō〉 uglavnom se koristilo za pisanje vokativne čestice, na primjer Ⴥ ႣႤႣႨႩႠႺႭ〈ō dedik'atso〉o dedik'atso "o ženo!"
S druge strane, slova Ⴡ〈ē〉 i Ⴣ〈ü〉 često su se koristila u pravopisu domaćih riječi, kao kratki način predstavljanja sekvenci ey i wi, na primjer ႫႤႴჁ〈mepē〉mepey "kralj", Wine〈ghünoy〉ghwinoy "vino". Pravopis se tako može razlikovati unutar paradigme, na primjer ႱႨႲႷႭჃႠჂ〈sit'q'oüay〉sit'q'wa-y "riječ" (nominativni slučaj) nasuprot ႱႨႲႷჃႱႠ〈sit'q'üsa〉sit'q'w-isa (genitiv). Sljedovi ey i wi također se može biti napisane u cijelosti, na primjer, ႫႤႴႤჂ〈mepey〉mepey, ႶႭჃႨႬႭჂ〈ghoüinoy〉ghwinoy "vino" (također ႶჃႨႬႭჂ〈ghüinoy〉, mješoviti pravopis).